# 張德恭
張德恭（？—？），字子安，河南汝寧府光山縣人，民籍，明朝政治人物。

## 生平
嘉靖二十二年（1543年）癸卯科河南鄉試第十九名舉人。嘉靖三十八年（1559年）中式己未科會試第一百九十二名，三甲第十九名進士。授河间府推官，贬邳州同知。

## 家族
曾祖張祜，歲貢生；祖父張沐；父張僎，母劉氏。永感下。兄德温。